# Melittis melissophyllum
Melittis melissophyllum é uma espécie de planta com flor pertencente à família Lamiaceae. 
A autoridade científica da espécie é L., tendo sido publicada em Species Plantarum 597. 1753.
Os seus nomes comuns são betónia-bastarda, betónica-bastarda, cideira-bastarda, falsa-cidreira ou melissa-bastarda.

## Portugal
Trata-se de uma espécie presente no território português, nomeadamente em Portugal Continental.
Em termos de naturalidade é nativa da região atrás indicada.

## Protecção
Não se encontra protegida por legislação portuguesa ou da Comunidade Europeia.